# 19310 Осава
19310 Осава (19310 Osawa) — астероїд головного поясу, відкритий 4 листопада 1996 року.
Тіссеранів параметр щодо Юпітера — 3,502.
Названо на честь Осави (яп. おおさわ(大沢) о:сава)